# Liga Mistrzów UEFA (2003/2004)/Faza grupowa
Do startu w fazie grupowej uprawnionych było 32 drużyny. Zespoły zostały podzielone na 8 grup po 4 drużyny każda.
Wszystkie zespoły zagrają ze sobą dwukrotnie – po 2 najlepsze z każdej grupy awansują do fazy pucharowej, drużyny z 3. miejsc otrzymają prawo gry w III rundzie Pucharu UEFA.
Zasady ustalania kolejności w tabeli:
1. liczba zdobytych punktów w całej rundzie;
2. liczba punktów zdobyta w meczach bezpośrednich;
3. różnica bramek w meczach bezpośrednich;
4. różnica bramek w meczach bezpośrednich – podwójne liczenie bramek zdobytych na wyjeździe;
5. różnica bramek w całej rundzie;
6. liczba zdobytych bramek w całej rundzie;
7. współczynnik drużyny z poprzednich 5 sezonów.

    Awans do 1/8 finału
    Przejście do III rundy Pucharu UEFA

## Grupa A
| Lp. | Drużyna              | M | Z | R | P | Bramki | Bramki | +/– | Pkt |
| --- | -------------------- | - | - | - | - | ------ | ------ | --- | --- |
| 1   | Olympique Lyon (A)   | 6 | 3 | 1 | 2 | 7      | 7      | 0   | 10  |
| 2   | Bayern Monachium (A) | 6 | 2 | 3 | 1 | 6      | 5      | +1  | 9   |
| 3   | Celtic (PE)          | 6 | 2 | 1 | 3 | 8      | 7      | +1  | 7   |
| 4   | RSC Anderlecht       | 6 | 2 | 1 | 3 | 4      | 6      | −2  | 7   |

|                  | AND | BMU | CEL | LYO |
| ---------------- | --- | --- | --- | --- |
| RSC Anderlecht   | –   | 1:1 | 1:0 | 1:0 |
| Bayern Monachium | 1:0 | –   | 2:1 | 1:2 |
| Celtic           | 3:1 | 0:0 | –   | 2:0 |
| Olympique Lyon   | 1:0 | 1:1 | 3:2 | –   |

| 117 września 2003 | Olympique Lyon               | 1:0   | RSC Anderlecht                                                 |                                                      |
| 20:45 CET         | Juninho Pernambucano 26' (k) | (1:0) |                                                                | Stade Gerland, Lyon Sędzia: Paulo Manuel Gomes Costa |
| 20:45 CET         | Sidney Govou 34'             | (1:0) | 25' Daniel Zítka · 76' Michał Żewłakow · 81' Olivier Deschacht | Stade Gerland, Lyon Sędzia: Paulo Manuel Gomes Costa |

| 217 września 2003 | Bayern Monachium    | 2:1   | Celtic            |                                                         |
| 20:45 CET         | Roy Makaay 73', 86' | (0:0) | 57' Alan Thompson | Stadion Olimpijski, Monachium Sędzia: Massimo De Santis |
| 20:45 CET         | 35' Chris Sutton    | (0:0) |                   | Stadion Olimpijski, Monachium Sędzia: Massimo De Santis |

| 330 września 2003 | Celtic                                                 | 2:0   | Olympique Lyon       |                                                         |
| 20:45 CET         | Liam Miller 70' · Chris Sutton 78' · Alan Thompson 39' | (0:0) |                      | Celtic Park, Glasgow Sędzia: Eduardo Iturralde González |
| 20:45 CET         | Alan Thompson 80'                                      | (0:0) | 80' Mahamadou Diarra | Celtic Park, Glasgow Sędzia: Eduardo Iturralde González |

| 430 września 2003 | RSC Anderlecht                     | 1:1   | Bayern Monachium                             |                                                                     |
| 20:45 CET         | Ivica Mornar 53'                   | (0:0) | 74' Roque Santa Cruz                         | Stade Constant Vanden Stock, Bruksela Sędzia: Luis Medina Cantalejo |
| 20:45 CET         | Besnik Hasi 7' · Marc Hendrikx 57' | (0:0) | 35' 36' Claudio Pizarro · 43' Samuel Kuffour | Stade Constant Vanden Stock, Bruksela Sędzia: Luis Medina Cantalejo |

| 521 października 2003 | RSC Anderlecht                              | 1:0   | Celtic                                   |                                                              |
| 20:45 CET             | Aruna Dindane 72'                           | (0:0) |                                          | Stade Constant Vanden Stock, Bruksela Sędzia: Fritz Stuchlik |
| 20:45 CET             | Glen De Boeck 16' 26' · Marc Hendrikx 90+2' | (0:0) | 64' Stilijan Petrow · 76' Henrik Larsson | Stade Constant Vanden Stock, Bruksela Sędzia: Fritz Stuchlik |

| 621 października 2003 | Olympique Lyon                               | 1:1   | Bayern Monachium                                                  |                                          |
| 20:45 CET             | Péguy Luyindula 88'                          | (0:1) | 25' Roy Makaay                                                    | Stade Gerland, Lyon Sędzia: Ľuboš Micheľ |
| 20:45 CET             | Florent Malouda 51' · Anthony Réveillère 55' | (0:1) | 23' Martín Demichelis · 39' Roque Santa Cruz · 45+1' Robert Kovač | Stade Gerland, Lyon Sędzia: Ľuboš Micheľ |

| 75 listopada 2003 | Celtic                                                    | 3:1   | RSC Anderlecht                                                      |                                            |
| 20:45 CET         | Henrik Larsson 12' · Liam Miller 17' · Chris Sutton 29'   | (3:0) | 77' Alan Thompson · 77' Aruna Dindane                               | Celtic Park, Glasgow Sędzia: Kiros Wasaras |
| 20:45 CET         | Chris Sutton 32' · John Hartson 33' · Stanislav Varga 67' | (3:0) | 33' Aruna Dindane · 45' Michał Żewłakow · 59' Christian Wilhelmsson | Celtic Park, Glasgow Sędzia: Kiros Wasaras |

| 85 listopada 2003 | Bayern Monachium | 1:2   | Olympique Lyon                                    |                                                     |
| 20:45 CET         | Roy Makaay 14' | (1:1) | 6' Juninho Pernambucano · 53' Giovane Élber       | Stadion Olimpijski, Monachium Sędzia: Graham Barber |
| 20:45 CET         | Willy Sagnol 62' · Hasan Salihamidžić 62' · Jens Jeremies 78' · Robert Kovač 87' · Bixente Lizarazu 90+2' · Michael Ballack 90+3' | (1:1) | 34' Anthony Réveillère · 37' Juninho Pernambucano | Stadion Olimpijski, Monachium Sędzia: Graham Barber |

| 925 listopada 2003 | RSC Anderlecht    | 1:0   | Olympique Lyon |                                                                |
| 20:45 CET          | Hannu Tihinen 71' | (0:0) |                | Stade Constant Vanden Stock, Bruksela Sędzia: Domenico Messina |

| 1025 listopada 2003 | Celtic            | 0:0   | Bayern Monachium                                                                 |                                                |
| 20:45 CET           |                   | (0:0) |                                                                                  | Celtic Park, Glasgow Sędzia: Rene H.J. Temmink |
| 20:45 CET           | Alan Thompson 61' | (0:0) | 54' Willy Sagnol · 56' Samuel Kuffour · 60' Bixente Lizarazu · 90+2' Oliver Kahn | Celtic Park, Glasgow Sędzia: Rene H.J. Temmink |

| 1110 grudnia 2003 | Olympique Lyon                                          | 3:2   | Celtic                              |                                       |
| 20:45 CET         | Giovane Élber 6' · Juninho Pernambucano 52', 86' (k)    | (1:1) | 24' John Hartson · 75' Chris Sutton | Stade Gerland, Lyon Sędzia: Urs Meier |
| 20:45 CET         | 20' Neil Lennon · 54' John Hartson · 82' Dianbobo Baldé | (1:1) |                                     | Stade Gerland, Lyon Sędzia: Urs Meier |

| 1210 grudnia 2003 | Bayern Monachium   | 1:0   | RSC Anderlecht                                                 |                                                          |
| 20:45 CET         | Roy Makaay 42' (k) | (1:0) |                                                                | Stadion Olimpijski, Monachium Sędzia: Kim Milton Nielsen |
| 20:45 CET         | Roy Makaay 85'     | (1:0) | 40' Hannu Tihinen · 41' Pär Zetterberg · 45+2' Walter Baseggio | Stadion Olimpijski, Monachium Sędzia: Kim Milton Nielsen |

## Grupa B
| Lp. | Drużyna              | M | Z | R | P | Bramki | Bramki | +/– | Pkt |
| --- | -------------------- | - | - | - | - | ------ | ------ | --- | --- |
| 1   | Arsenal (A)          | 6 | 3 | 1 | 2 | 9      | 6      | +3  | 10  |
| 2   | Lokomotiw Moskwa (A) | 6 | 2 | 2 | 2 | 7      | 7      | 0   | 8   |
| 3   | Inter Mediolan (PE)  | 6 | 2 | 2 | 2 | 8      | 11     | −3  | 8   |
| 4   | Dynamo Kijów         | 6 | 2 | 1 | 3 | 8      | 8      | 0   | 7   |

|                  | ARS | DKV | INT | LOK |
| ---------------- | --- | --- | --- | --- |
| Arsenal          | –   | 1:0 | 0:3 | 2:0 |
| Dynamo Kijów     | 2:1 | –   | 1:1 | 2:0 |
| Inter Mediolan   | 1:5 | 2:1 | –   | 1:1 |
| Lokomotiw Moskwa | 0:0 | 3:2 | 3:0 | –   |

| 117 września 2003 | Dynamo Kijów            | 2:0   | Lokomotiw Moskwa                                                   |                                                |
| 20:45 CET         | Diogo Rincón 83', 90+1' | (0:0) |                                                                    | Stadion Dynamo, Kijów Sędzia: Peter Fröjdfeldt |
| 20:45 CET         | Jerko Leko 77'          | (0:0) | 41' Jacob Lekgetho · 54' Dmitrij Łośkow · 59' Siergiej Ignaszewicz | Stadion Dynamo, Kijów Sędzia: Peter Fröjdfeldt |

| 217 września 2003 | Arsenal           | 0:3   | Inter Mediolan                                                        |                                                        |
| 20:45 CET         | Thierry Henry 32' | (0:3) | 22' Julio Ricardo Cruz · 24' Andy van der Meyde · 41' Obafemi Martins | Arsenal Stadium, Londyn Sędzia: Manuel Mejuto González |

| 330 września 2003 | Lokomotiw Moskwa          | 0:0   | Arsenal |                                                 |
| 18:30 CET         |                           | (0:0) |         | Stadion Lokomotiwu, Moskwa Sędzia: Jan Wegereef |
| 18:30 CET         | Giennadij Niżegorodow 79' | (0:0) |         | Stadion Lokomotiwu, Moskwa Sędzia: Jan Wegereef |

| 430 września 2003 | Inter Mediolan                          | 2:1   | Dynamo Kijów                                         |                                                        |
| 20:45 CET         | Daniele Adani 23' · Christian Vieri 90' | (1:1) | 34' Serhij Fedorow                                   | Stadion Giuseppe Meazzy, Mediolan Sędzia: Stephane Bre |
| 20:45 CET         | Emre Belözoğlu 53'                      | (1:1) | 19' Diogo Rincón · 41' Goran Sablić · 45' Jerko Leko | Stadion Giuseppe Meazzy, Mediolan Sędzia: Stephane Bre |

| 521 października 2003 | Lokomotiw Moskwa                                                | 3:0   | Inter Mediolan                                                                        |                                                     |
| 18:30 CET             | Dmitrij Łośkow 2' · Micheil Aszwetia 50' · Dmitrij Chochłow 57' | (1:0) |                                                                                       | Stadion Lokomotiwu, Moskwa Sędzia: Franz-Xaver Wack |
| 18:30 CET             | Emre Belözoğlu 53'                                              | (1:0) | 57' Jérémie Bréchet · 77' Cristiano Zanetti · 82' Álvaro Recoba · 90' Fabio Cannavaro | Stadion Lokomotiwu, Moskwa Sędzia: Franz-Xaver Wack |

| 621 października 2003 | Dynamo Kijów                                   | 2:1   | Arsenal           |                                                 |
| 20:45 CET             | Maksim Shatskih 27' · Walancin Bialkiewicz 64' | (1:0) | 80' Thierry Henry | Stadion Olimpijski, Kijów Sędzia: Konrad Plautz |

| 75 listopada 2003 | Inter Mediolan                          | 1:1   | Lokomotiw Moskwa   |                                                              |
| 20:45 CET         | Álvaro Recoba 14'                       | (1:0) | 54' Dmitrij Łośkow | Stadion Giuseppe Meazzy, Mediolan Sędzia: Frank De Bleeckere |
| 20:45 CET         | Kily González 29' · Marco Materazzi 64' | (1:0) | 65' Dmitrij Łośkow | Stadion Giuseppe Meazzy, Mediolan Sędzia: Frank De Bleeckere |

| 85 listopada 2003 | Arsenal                             | 1:0   | Dynamo Kijów   |                                                                |
| 20:45 CET         | Ashley Cole 88'                     | (0:0) |                | Arsenal Stadium, Londyn Sędzia: Lucilio Cardoso Cortez Batista |
| 20:45 CET         | Gilberto Silva 27' · Kolo Touré 74' | (0:0) | 37' Jerko Leko | Arsenal Stadium, Londyn Sędzia: Lucilio Cardoso Cortez Batista |

| 925 listopada 2003 | Lokomotiw Moskwa                                                       | 3:2   | Dynamo Kijów                                   |                                                         |
| 18:30 CET          | Maksim Buznikin 28' · Siergiej Ignaszewicz 45' (k) · Winston Parks 89' | (2:1) | 37' Walancin Bialkiewicz · 65' Maksim Shatskih | Stadion Lokomotiwu, Moskwa Sędzia: Arturo Dauden Ibañez |
| 18:30 CET          | Jacob Lekgetho 16'                                                     | (2:1) | 44' Goran Sablić · 89' Jurij Dmytrulin         | Stadion Lokomotiwu, Moskwa Sędzia: Arturo Dauden Ibañez |

| 1025 listopada 2003 | Inter Mediolan             | 1:5   | Arsenal                                                                     |                                                          |
| 20:45 CET           | Christian Vieri 33'        | (1:2) | 25', 85' Thierry Henry · 49' Fredrik Ljungberg · 88' Edu · 89' Robert Pirès | Stadion Giuseppe Meazzy, Mediolan Sędzia: Wolfgang Stark |
| 20:45 CET           | 61' Pascal Cygan · 88' Edu | (1:2) |                                                                             | Stadion Giuseppe Meazzy, Mediolan Sędzia: Wolfgang Stark |

| 1110 grudnia 2003 | Dynamo Kijów                                | 1:1   | Inter Mediolan    |                                                    |
| 20:45 CET         | Diogo Rincón 85'                            | (0:0) | 69' Daniele Adani | Stadion Olimpijski, Kijów Sędzia: Gilles Veissière |
| 20:45 CET         | 66' Christian Vieri · 84' Giovanni Pasquale | (0:0) |                   | Stadion Olimpijski, Kijów Sędzia: Gilles Veissière |

| 1210 grudnia 2003 | Arsenal                                  | 2:0   | Lokomotiw Moskwa                            |                                                  |
| 20:45 CET         | Robert Pirès 12' · Fredrik Ljungberg 67' | (1:0) |                                             | Arsenal Stadium, Londyn Sędzia: Gilles Veissière |
| 20:45 CET         | Patrick Vieira 14'                       | (1:0) | 8' 45' Jacob Lekgetho · 38' Wadim Jewsiejew | Arsenal Stadium, Londyn Sędzia: Gilles Veissière |

## Grupa C
| Lp. | Drużyna                 | M | Z | R | P | Bramki | Bramki | +/– | Pkt |
| --- | ----------------------- | - | - | - | - | ------ | ------ | --- | --- |
| 1   | AS Monaco (A)           | 6 | 3 | 2 | 1 | 15     | 6      | +9  | 11  |
| 2   | Deportivo La Coruña (A) | 6 | 3 | 1 | 2 | 12     | 12     | 0   | 10  |
| 3   | PSV Eindhoven (PE)      | 6 | 3 | 1 | 2 | 8      | 7      | +1  | 10  |
| 4   | AEK Ateny               | 6 | 0 | 2 | 4 | 1      | 11     | −10 | 2   |

|                     | AEK | DEP | ASM | PSV |
| ------------------- | --- | --- | --- | --- |
| AEK Ateny           | –   | 1:1 | 0:0 | 0:1 |
| Deportivo La Coruña | 3:0 | –   | 1:0 | 2:0 |
| AS Monaco           | 4:0 | 8:3 | –   | 1:1 |
| PSV Eindhoven       | 2:0 | 3:2 | 1:2 | –   |

| 117 września 2003 | AEK Ateny                                                              | 1:1   | Deportivo La Coruña                        |                                                            |
| 20:45 CET         | Vasilis Tsiartas 86'                                                   | (0:1) | 12' Walter Pandiani                        | Apostolos Nikolaidis, Ateny Sędzia: Thomas Michael Mccurry |
| 20:45 CET         | Nikolaos Limberopulos 33' · Vasilis Tsiartas 82' · Yiannis Okkas 90+1' | (0:1) | 41' Sergio González · 43' Berenguel Héctor | Apostolos Nikolaidis, Ateny Sędzia: Thomas Michael Mccurry |

| 217 września 2003 | PSV Eindhoven                               | 1:2   | AS Monaco                                                    |                                                           |
| 20:45 CET         | Wilfred Bouma 65'                           | (0:1) | 31' Fernando Morientes · 56' Édouard Cissé                   | Philips Stadion, Eindhoven Sędzia: Stephen Graham Bennett |
| 20:45 CET         | Remco van der Schaaf 44' · Park Ji-sung 66' | (0:1) | 49' Julien Rodriguez · 54' Édouard Cissé · 74' Jérôme Rothen | Philips Stadion, Eindhoven Sędzia: Stephen Graham Bennett |

| 330 września 2003 | AS Monaco                                                       | 4:0   | AEK Ateny |                                               |
| 20:45 CET         | Ludovic Giuly 23' · Fernando Morientes 27', 56' · Dado Pršo 86' | (2:0) |           | Stade Louis II, Monako Sędzia: Stefano Farina |
| 20:45 CET         | 38' Kostas Katsuranis · 71' Kofi Amponsah                       | (2:0) |           | Stade Louis II, Monako Sędzia: Stefano Farina |

| 430 września 2003 | Deportivo La Coruña                           | 2:0   | PSV Eindhoven                        |                                                               |
| 20:45 CET         | Sergio González 20' · Walter Pandiani 51' (k) | (1:0) |                                      | Estadio Municipal de Riazor, A Coruña Sędzia: Claus Bo Larsen |
| 20:45 CET         | Nourredine Naybet 3' · Sánchez Víctor 90+1'   | (1:0) | 49' Kevin Hofland · 85' André Ooijer | Estadio Municipal de Riazor, A Coruña Sędzia: Claus Bo Larsen |

## Grupa D
| Lp. | Drużyna             | M | Z | R | P | Bramki | Bramki | +/– | Pkt |
| --- | ------------------- | - | - | - | - | ------ | ------ | --- | --- |
| 1   | Juventus (A)        | 6 | 4 | 1 | 1 | 15     | 6      | +9  | 13  |
| 2   | Real Sociedad (A)   | 6 | 2 | 3 | 1 | 8      | 8      | 0   | 9   |
| 3   | Galatasaray SK (PE) | 6 | 2 | 1 | 3 | 6      | 8      | −2  | 7   |
| 4   | Olympiakos SFP      | 6 | 1 | 1 | 4 | 6      | 13     | −7  | 4   |

|                | GAL | JUV | OLY | RSO |
| -------------- | --- | --- | --- | --- |
| Galatasaray SK | –   | 2:0 | 1:0 | 1:2 |
| Juventus       | 2:1 | –   | 7:0 | 4:2 |
| Olympiakos SFP | 3:0 | 1:2 | –   | 2:2 |
| Real Sociedad  | 1:1 | 0:0 | 1:0 | –   |

## Grupa E
| Lp. | Drużyna               | M | Z | R | P | Bramki | Bramki | +/– | Pkt |
| --- | --------------------- | - | - | - | - | ------ | ------ | --- | --- |
| 1   | Manchester United (A) | 6 | 5 | 0 | 1 | 13     | 2      | +11 | 15  |
| 2   | VfB Stuttgart (A)     | 6 | 4 | 0 | 2 | 9      | 6      | +3  | 12  |
| 3   | Panathinaikos AO (PE) | 6 | 1 | 1 | 4 | 5      | 13     | −8  | 4   |
| 4   | Rangers               | 6 | 1 | 1 | 4 | 4      | 10     | −6  | 4   |

|                   | MNU | PAO | RAN | STU |
| ----------------- | --- | --- | --- | --- |
| Manchester United | –   | 5:0 | 3:0 | 2:0 |
| Panathinaikos AO  | 0:1 | –   | 1:1 | 1:3 |
| Rangers           | 0:1 | 1:3 | –   | 2:1 |
| VfB Stuttgart     | 2:1 | 2:0 | 1:0 | –   |

## Grupa F
| Lp. | Drużyna                 | M | Z | R | P | Bramki | Bramki | +/– | Pkt |
| --- | ----------------------- | - | - | - | - | ------ | ------ | --- | --- |
| 1   | Real Madryt (A)         | 6 | 4 | 2 | 0 | 11     | 5      | +6  | 14  |
| 2   | FC Porto (A)            | 6 | 3 | 2 | 1 | 9      | 8      | +1  | 11  |
| 3   | Olympique Marsylia (PE) | 6 | 1 | 1 | 4 | 9      | 11     | −2  | 4   |
| 4   | Partizan Belgrad        | 6 | 0 | 3 | 3 | 3      | 8      | −5  | 3   |

|                    | OMA | PAR | POR | RMA |
| ------------------ | --- | --- | --- | --- |
| Olympique Marsylia | –   | 3:0 | 2:3 | 1:2 |
| Partizan Belgrad   | 1:1 | –   | 1:1 | 0:0 |
| FC Porto           | 1:0 | 2:1 | –   | 1:3 |
| Real Madryt        | 4:2 | 1:0 | 1:1 | –   |

## Grupa G
| Lp. | Drużyna          | M | Z | R | P | Bramki | Bramki | +/– | Pkt |
| --- | ---------------- | - | - | - | - | ------ | ------ | --- | --- |
| 1   | Chelsea (A)      | 6 | 4 | 1 | 1 | 9      | 3      | +6  | 13  |
| 2   | Sparta Praga (A) | 6 | 2 | 2 | 2 | 5      | 5      | 0   | 8   |
| 3   | Beşiktaş JK (PE) | 6 | 2 | 1 | 3 | 5      | 7      | −2  | 7   |
| 4   | Lazio            | 6 | 1 | 2 | 3 | 6      | 10     | −4  | 5   |

|              | BES | CHE | LAZ | SPA |
| ------------ | --- | --- | --- | --- |
| Beşiktaş JK  | –   | 0:2 | 0:2 | 1:0 |
| Chelsea      | 0:2 | –   | 2:1 | 0:0 |
| Lazio        | 1:1 | 0:4 | –   | 2:2 |
| Sparta Praga | 2:1 | 0:1 | 1:0 | –   |

## Grupa H
| Lp. | Drużyna          | M | Z | R | P | Bramki | Bramki | +/– | Pkt |
| --- | ---------------- | - | - | - | - | ------ | ------ | --- | --- |
| 1   | Milan (A)        | 6 | 3 | 1 | 2 | 4      | 3      | +1  | 10  |
| 2   | Celta Vigo (A)   | 6 | 2 | 3 | 1 | 7      | 6      | +1  | 9   |
| 3   | Club Brugge (PE) | 6 | 2 | 2 | 2 | 5      | 6      | −1  | 8   |
| 4   | Ajax             | 6 | 2 | 0 | 4 | 6      | 7      | −1  | 6   |

|             | MIL | AJX | CEL | CLB |
| ----------- | --- | --- | --- | --- |
| Milan       | –   | 1:0 | 1:2 | 0:1 |
| Ajax        | 0:1 | –   | 1:0 | 2:0 |
| Celta Vigo  | 0:0 | 3:2 | –   | 1:1 |
| Club Brugge | 0:1 | 2:1 | 1:1 | –   |